# Antonio García y Bellido
Antonio García y Bellido (Villanueva de los Infantes, Ciudad Real, 10 de febrer de 1903-Madrid, 26 de setembre de 1972), fou un arqueòleg espanyol i historiador de l'art, així com membre de la Reial Acadèmia de la Història. Va realitzar recerques en alguns dels més importants jaciments de la península Ibèrica.

## Formació
Va estudiar Filosofia i Lletres a Madrid, on va tenir com a mestres, entre d'altres, a José Ramón Mélida, Manuel Gómez-Moreno, Hugo Obermaier i Elías Tormo Monzó, que va dirigir la seva tesi doctoral sobre els Xoriguera i que va ser el seu mentor per a l'ingrés en la Reial Acadèmia de la Història.
Aquesta formació inicial en Història de l'Art va tenir la seva importància metodològica per a posteriors treballs sobre l'urbanisme i l'arquitectura del món antic, la ceràmica grega o l'escultura romana.
Obté la càtedra d'Arqueologia Clàssica en la Universitat de Madrid el 1931, i després de la Guerra Civil Espanyola emprèn l'estudi de dos nous camps de recerca: la colonització grega, fenícia i púnica a Occident, i l'arqueologia dels pobles preromans del Nord de la península, en aquest cas participant en les excavacions que Juan Uría Ríu, de la Universitat d'Oviedo, havia promogut al Castro de Cuaña, promovent una sèrie d'interpretacions en clau celtista en referència als pobles preromans de la península Ibèrica, molt en la línia ideològica que imperava llavors en l'Espanya de postguerra.
El 1933 va participar, al costat del filòsof Manuel García Morente, en l'expedició que, a bord del Ciudad de Cádiz va recórrer durant 48 dies els principals jaciments arqueològics del Mediterrani.
Va fundar el 1940 la revista Archivo Español de Arqueología, pionera a Espanya en la matèria, junt amb Augusto Fernández de Avilés, que es convertiria en el seu col·laborador habitual.

## Investigació
Va realitzar més de mig centenar de recerques arqueològiques per al Servei Nacional d'Excavacions Arqueològiques, del que en va ser director, centrant el seu treball sobretot en el nord i nord-oest de la península, amb atenció primordial per a zones d'Astúries, Cantàbria, Palència i Lleó, on va estudiar vestigis celtes i romans.
A García y Bellido es deuen les campanyes arqueològiques del Castro de Pendia i de Cuaña a Astúries, Julióbriga i Monte Ornedo a Cantàbria, Pisoraca i les Fuentes Tamáricas a Palència, Legio VII Gemina en León, el Castro de Fazouro, a Lugo, el de A Lanzada en Pontevedra i Baelo Claudia a Cadis.
A més va dur a terme estudis dels jaciments arqueològics de Còrdova, Augusta Emerita, Ilici, Segóbriga, Tarraco i Valentia.
També va dur a terme traduccions de textos històrics d'Estrabó i Plini el Vell, a més d'un important estudi sobre les Guerres Càntabres. Va publicar més de 40 llibres i uns 400 articles.

## Obres principals
- España y los españoles hace 2000 años, según la Geografía de Strábon (1945)
- Hispania Graeca (3 vols., 1948)
- Arte romano (1955)
- Las religiones orientales en la España romana (1967)
- Veinticinco estampas de la España Antigua (1967)